# 静かなるアフガン
「静かなるアフガン」（しずかなるアフガン）は、日本のミュージシャンである長渕剛の35枚目のシングル。

## 音楽性
2001年9月11日に発生したアメリカ同時多発テロ事件とアメリカが報復として行ったアフガニスタン紛争をテーマとした曲。
音楽情報サイト『CDジャーナル』では、「戦争に正義なぞないと真っ向唐竹割りのメッセージ・ソングを歌っている」、「アフガニスタンの平和を願いながらも、世の中の善とはなにか? 悪とはなにか? を問いかける反戦ソング」と表記されている。
文芸雑誌『文藝別冊 長渕剛 民衆の怒りと祈りの歌』にて、マニュエル・ヤンは「二〇〇二年、アフガニスタンにまで拡大した戦争の悲惨を長渕は本質的に、赤裸々に歌った」と表記している。

## リリース
2002年5月9日にフォーライフミュージックエンタテイメントよりリリースされた。

## プロモーション
本作に関するテレビ出演は、2002年6月21日に日本テレビ系音楽番組『FUN』（1998年 - 2004年）に出演し、藤原紀香、今田耕司と初共演、松任谷正隆とはファーストアルバム『風は南から』（1979年）のレコーディング以来24年ぶりの再会を果たした他、「JEEP」、「静かなるアフガン」を演奏した。
しかしその後、アメリカを批判した歌詞の内容が問題となり、ほぼすべてのテレビ、ラジオ局にて放送禁止歌とされた。

## 批評
| 専門評論家によるレビュー | 専門評論家によるレビュー |
| レビュー・スコア         | レビュー・スコア         |
| 出典                     | 評価                     |
| ------------------------ | ------------------------ |
| CDジャーナル             | 肯定的                   |
| GiGS                     | 混在                     |

音楽情報サイト『CDジャーナル』では、「30年前のフォーク・ソングを彷彿とさせる歌を、いまうたうのは小利口に立ち回れない長渕ぐらいだろう。（中略）歌手としては危ない歌だが、青臭い歌こそ長渕に似合っているのは確かだ」、「単なるピース・ソングに終わらず、その根底にあるものを正面から見つめた長渕らしい作品だ。」と評されている。
音楽雑誌『GiGS』では、「ビンラディンやブッシュという固有名詞を交え、アフガニスタン紛争を真正面から見据えて歌う反戦歌。バックには、無機質なドラムのリズムと静かなシンセとコーラス、哀しみのギターという"平和への祈りのサウンド"が淡々と流れる」と評されている。

## チャート成績
オリコンチャートでは最高位12位、登場回数4回となり、売り上げ枚数は4.1万枚となった。

## シングル収録曲
| 全作詞・作曲: 長渕剛。 |                                                |           |            |                  |      |
| #                      | タイトル                                       | 作詞      | 作曲・編曲 | 編曲             | 時間 |
| 1.                     | 「静かなるアフガン」                           | 長渕剛    | 長渕剛     | 笛吹利明、長渕剛 | 6:11 |
| 2.                     | 「静かなるアフガン（オーケストラバージョン）」 | 長渕剛    | 長渕剛     | 長渕剛           | 7:11 |
| 3.                     | 「静かなるアフガン（オリジナルカラオケ）」     | 長渕剛    | 長渕剛     | 笛吹利明、長渕剛 | 6:09 |
| 合計時間:              | 合計時間:                                      | 合計時間: | 19:32      |                  |      |

## 収録アルバム
- ベスト・アルバム『BEST〜風〜』（2002年6月26日）
- ライブ・アルバム『長渕剛 ALL NIGHT LIVE IN 桜島 04.8.21』（2004年11月20日）